# 常春油麻藤
常春油麻藤（学名：Mucuna sempervirens）为豆科黎豆属下的一个种。

## 扩展阅读
- 維基物種上的相關：常春油麻藤